# Jelizaveta Bykovová
Jelizaveta Ivanovna Bykovová (rusky Елизаве́та Ива́новна Бы́кова  – Jelizaveta Ivanovna Bykova; 4. listopadu 1913, Bogoljubovo – 8. března 1989, Moskva) byla ruská a sovětská šachistka, v pořadí třetí žena, která si po Věře Menčíkové a Ljudmile Ruděnkové vybojovala titul mistryně světa v šachu (titul držela v letech 1953 až 1956 a 1958 až 1962). Byla první ženou, která dokázala titul znovu získat poté, co jej ztratila. Pocházela z venkovské rolnické rodiny, od roku 1925 žila v Moskvě.

## Tituly
V roce 1950 jí byl udělen titul WIM a po zisku titulu Mistryně světa titul IM. Roku 1976 jí FIDE udělila titul WGM.

## Soutěže jednotlivkyň
Na ženském šachovém přeboru Moskvy v roce 1937 skončila třetí a v roce 1938 a 1939 tento přebor vyhrála. Největších šachových úspěchů pak Bykovová dosáhla po druhé světové válce. Roku 1945, 1946, 1951 a 1952 opět vyhrála přebor Moskvy, v letech 1947, 1948 a 1950 se stala šachovou mistryní Sovětského svazu.

### Mistrovství světa žen
Na turnaji o titul mistryně světa v šachu, který se konal na přelomu let 1949-1950 v Moskvě skončila společně s Valentinou Borisenkovou na třetím a čtvrtém místě (zvítězila Ljudmila Ruděnková a druhá byla Olga Rubcovová. Roku 1950 jí FIDE udělila titul mezinárodní mistryně.
Roku 1952 vyhrála turnaj kandidátek v Moskvě a získala tak právo střetnout se s Ljudmilou Ruděnkovou o nejvyšší ženský šachový titul. V tomto zápase roku 1953 v Leningradě zvítězila 7:5 (=2) a stala se mistryní světa v šachu.
Roku 1955 vyhrála kandidátský turnaj v Moskvě Olga Rubcovová a protože Ruděnková měla po prohraném zápase o titul právo na odvetu, střetli se Ruděnková, Rubcovová a Bykovová roku 1956 v Moskvě v trojzápase, ve kterém Rubcovová zvítězila a Bykovová tak přišla o titul.
Bykovové se však titul podařilo získat zpátky roku 1958 v odvetném zápase s Rubcovovou, ve kterém v Moskvě zvítězila 7:4 (=3). Ještě po šesté partii prohrávala 1:3(=2), pak však vyhrála šest partií za sebou a její soupeřka již stav zápasu nedokázala zvrátit.
Svůj titul Bykovová ještě obhájila na přelomu let 1959-1960 v Moskvě v zápase s Kirou Zvorykinovou, která vyhrála kandidátský turnaj v Plovdivu. V zápase Bykovová především díky drtivému závěru zvítězila 6:2 (=5).
O titul Bykovová definitivně přišla roku 1962 v zápase s Nonou Gaprindašviliovou. Ta nejprve vyhrála kandidátský turnaj ve Vrnjačke Banje a pak v Moskvě Bykovovou zcela jasně porazila 7:0 (=4).  K boji o titul se Bykovová po jeho ztrátě již nikdy nedostala, když na turnaji kandidátek v Suchumi roku 1964 skončila až jedenáctá.
| Rok       | Turnaj                                          | Místo     | Body | Partie | Výhry | Remízy | Prohry | Pořadí | Počet účastnic |
| --------- | ----------------------------------------------- | --------- | ---- | ------ | ----- | ------ | ------ | ------ | -------------- |
| 1949–1950 | 8. turnaj mistrovství světa v šachu žen         | Moskva    | 10,0 | 15     | 8     | 4      | 3      | 3.–4.  | 16             |
| 1952      | Turnaj kandidátek Mistrovství světa v šachu žen | Moskva    | 11,5 | 15     | 11    | 1      | 3      | 1.     | 16             |
| 1953      | Zápas o titul s Ljudmilou Ruděnkovou            | Leningrad | 8,0  | 14     | 7     | 2      | 5      | 1.     | 2              |
| 1956      | Trojzápas o titul s Rubcovovou a Ruděnkovou     | Moskva    | 9,5  | 16     | 6     | 7      | 3      | 2.     | 3              |
| 1958      | Zápas o titul s Olgou Rubcovovou                | Moskva    | 8,5  | 14     | 7     | 3      | 4      | 1.     | 2              |
| 1959–1960 | Zápas o titul s Kirou Zvorykinovou              | Moskva    | 8,5  | 13     | 6     | 5      | 2      | 1.     | 2              |
| 1962      | Zápas o titul s Nonou Gaprindašviliovou         | Moskva    | 2,0  | 11     | 0     | 4      | 7      | 2.     | 2              |
| 1964      | Turnaj kandidátek Mistrovství světa v šachu žen | Suchumi   | 8,0  | 17     | 6     | 4      | 7      | 11.    | 18             |

## Soutěže družstev
S družstvem Moskvy se šestkrát účastnila Mistrovství Sovětského svazu družstev v šachu v letech 1948, 1951, 1955, 1958, 1959 a 1960. Třikrát soutěž s družstvem Moskvy vyhrála v letech 1948, 1958 a 1959. V letech 1948 a 1951 dosáhla největšího úspěchu v této soutěži, když obsadila individuální první místo na první ženské šachovnici.
Na Sovětském šachovém poháru klubů reprezentovala v roce 1952 tým Iskry na druhé ženské šachovnici a v roce 1961 tým Burevestniku na první ženské šachovnici. V obou případech její družstvo soutěž vyhrálo.

## Knihy
Bykovová byla rovněž šachovou spisovatelkou. Napsala například tyto knihy:
- Cоревнования на первенство мира по шахматам среди женщин (1955, Střetnutí o ženský titul mistra světa v šachách)
- Вера Менчик (1957, Věra Menčíková)
- Советские шахматистки (1957, Sovětské šachistky).

## Umění

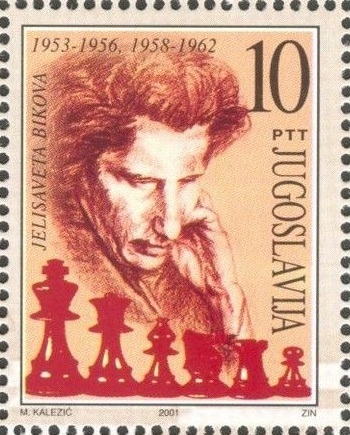
Jelizaveta Bykovová na poštovní známce

V roce 2001 se objevila na poštovní známce Jugoslávie.